# Heliconi
Heliconi (en llatí Heliconius, en grec Ἑλικώνιος) va ser un historiador grecoromà que va viure al segle iv i va morir no abans del 395, ja que la seva obra, una crònica des d'Adam a Teodosi I el Gran, va arribar fins aquest any.
L'obra de Heliconi està dividida en deu llibres i en parla el Suides. La va publicar Fabricius.